# Palacio Episcopal (Lagunilla)
El Palacio Episcopal situado en el municipio salmantino de Lagunilla, es un palacio que sirvió durante siglos como residencia a los obispos de la diócesis de Coria. 

## Historia
Para conocer su origen es necesario remontarse al año 1686, como consta en uno de sus escudos que da a la calle Mayor, en que terminaron las obras promovidas por el Obispo de Coria, Don Juan Porras y Atienza Castro Toro y Cifontes y Torrequemada, el cual debía conocer ya este pueblo por su estancia anterior en Coria y le habría gustado muchísimo, pues compró rápidamente unas casas que ocupaban el lugar donde hoy se encuentra el palacio y las reeddificó (para la dignidad episcopal). Al año siguiente, 1687, hizo donación de los palacios a la Dignidad Episcopal, según escritura otorgada en Coria, en 31 de diciembre de 1687. Habían costado más de 10.000 ducados.
Se cree que el obispo se quedó a residir aquí de ordinario, por las distintas fechas que se encuentran en documentos en diversas épocas del año. De ello se deduce que trató mucho a sus gentes y conoció bien sus necesidades.
Fundó una capellanía dotada con 300 reales para que un sacerdote dijera una misa al alba para transeúntes y caminantes. Gravó la donación del palacio con 200 reales más y dotó esta capelanía con otros bienes y cargas, como prados, casas,etc.
Por no poder hacer estudios en el lugar, ni medios para salir fuera, los vecinos sentían grandemente que sus hijos no pudieran aprender gramática y otras cosas, y él manda que el capellán le enseñe perpetuamente a los del pueblo y a los de fuera, cobrando 6 reales al mes cada uno y no más. Para levantar cargas, debía nombrarse capellán a un sacerdote del pueblo.
A la muerte del fundador quedaron como patronos sus sucesores. Así consta en escritura del 29 de diciembre de 1700 ante el Señor Marqués de Montemayor.
Muerta su hermana, Doña Aldonza, como patrono de ella, tuvo que hacerse cargo del funcionamiento del Hospital y recibir cuentas de los bienes de su administrador. En todas ellas se advierte la bondad de su corazón para los necesitados y el celo espiritual por sus diocesanos, fundando iglesias, sobre todo en la región de Las Batuecas.
Murió a los 80 años, el 8 de julio de 1704, queriendo ser enterrado en el pueblo donde había vivido. Su sepultura se encuentra junto a la de su hermana, al pie de las gradas de la capilla Mayor de la Iglesia de Nuestra Señora de la Asunción.
Continuó el palacio durante muchos años, como donación a la Mitra, para residencia veraniega de los obispos sucesores.
En tiempos del Ilmo. Sr. Peris Mencheta sirvió, a parte del piso habilitado para el señor obispo y sus familiares, como Casa de Ejercicios Espirituales para el clero de la diócesis, especialmente para el arciprestazgo y los de La Alberca y Granadilla.
Con motivo del decreto Fundacional del Patronato de Las Hurdes de 18 de julio de 1922, el entonces obispo de Coria, monseñor Segura Sáez, luego cardenal, ofreció el palacio de Lagunilla para establecer el asilo de ancianos. La Junta aceptó y el prelado compró las casas de los alrededores por 25.000 pesetas (hoy son los jardines bajos del palacio). Luego no se instalaría aquí, sino en el antiguo Hospital situado enfrente.
También  se llevó a efecto una restauración interior: reforma de salones, la bodega fue convertida en capilla, con entrada por la calle Mayor y sobre el tejado, se construyó una azotea o mirador de cristaleras en arco muy hermoso, que sirvió de comedor al rey Alfonso XIII y su séquito en su viaje a Las Hurdes por los años 1922 y 1930.
En los salones, exceptuando el verano, se celebraron conferencias, reuniones de Acción Católica y otras asociaciones, además de la "Escuela de Formación para jóvenes", cursillos, etc.
En 1929, el Ilmo. Sr. Dionisio Moreno, construía un local para escuelas de párvulos, en el jardín formado por el derribo de la casa del Capellán y otra junto al Palacio, adquirido para recreo de los asilados.
En el año 1959 pasa Lagunilla a pertenecer a las diócesis de Salamanca y siendo prelado Don Llopis Ivorra, que construía en Cáceres el Seminario Mayor, bien por falta de dinero o por carecer en adelante de prestación de servicios, tras estar en venta durante un largo periodo de tiempo sin que ni el Ayuntamiento ni ningún vecino del pueblo se interesara  en su compra, excepto un fabricante de embutidos, para crear un secadero, fue vendido a Paula Calvo Garrido, pasando así el edificio a propiedad particular y conservándose hasta hoy.
- Datos: Q5408524
- Multimedia: Palace of the Bishops of Coria, Lagunilla / Q5408524